# John Aitchison
John Aitchison   (East Linton, 22 de juliol de 1926 - Glasgow, 23 de desembre de 2016) va ser un matemàtic i estadístic escocès.

## Vida i obra
Aitchison, que era fill d'un guarda-agulles del ferrocarril, va ser escolaritzat a la seva vila natal i va fer els estudis secundaris a l'institut Preston Lodge de Prestonpans al fiord de Forth, a mig camí entre el seu poble i Edimburg. Va obtenir bons resultats acadèmics, però mai havia pensat en anar a la universitat fins que el director li va preguntar; i, per vergonya, no es va atrevir a dir que no. Des de 1943 fins a 1947 va estudiar matemàtiques a la universitat d'Edimburg. Els dos anys següents va treballar com actuari en una companyia d'assegurances i el 1949 va tornar als estudis amb una beca, aquesta vegada a la universitat de Cambridge per estudiar estadística. Va iniciar la seva carrera acadèmica en aquesta universitat el 1952 i, en aquests temps, va escriure un llibre de text sobre la distribució log-normal que encara continua sent una font valuosa d'informació sobre el tema.
El 1956 va ser nomenat professor de la universitat de Glasgow, en la qual va romandre fins al 1977, excepte dos cursos (1964-1966) durant els quals va ser professor de la universitat de Liverpool. El 1977, amb cinquanta anys, va acceptar la plaça de cap del departament d'estadística de la universitat de Hong Kong. En jubilar-se el 1989, va acceptar un càrrec de supervisió a la universitat de Virginia fins al 1994, quan va retornar a Escòcia i va fixar la seva residència a Carrick Castle, localitat a uns cent quilòmetres al nord de Glasgow, continuant el contacte amb la seva universitat com a investigador honorari.
Aitchison és recordat pels seus treballs sobre anàlisi de dades composicionals. El seu article de 1982, ampliat després a llibre el 1986, van significar la introducció d'una metodologia que ha tingut un fort impacte en l'estadística i en altres disciplines científiques.